# Abdyl Frashëri
Abdyl Frashëri vagy török nevén Frasirili Abdül (modern török átírásban Fraşırili Abdül; Frashër, 1839. augusztus 17. – Konstantinápoly, 1892. október 11.) albán politikus, diplomata, az albán nemzeti mozgalomban fontos szerepet vállaló Frashëri fivérek legidősebb tagja, Naim és Sami Frashëri bátyja.
Fiatal korában Janinában élt, kereskedőként és üzletemberként kereste kenyerét. 1877 elején a konstantinápolyi oszmán parlament képviselője lett. Az 1877 végén Konstantinápolyban megalakult albán hazafias szervezet, a Sztambuli Bizottság munkáját elnökként irányította. Ezt követően vezető szerepet vállalt az albánok érdekeiért és az albánlakta területek szétdarabolása ellen küzdő, 1878-ban megalakult Prizreni Liga tevékenységében. A Liga 1881-es leverését követően börtönbe vetették, majd 1885-ös szabadulása után megrendült egészséggel, visszavonultan élt.

## Életútja
A dél-albániai Frashërban született nagy múltú bektási muszlim földesúri család sarjaként, Halid Frashëri bég (1797–1859) és Emine Imrahor (1814–1861) nyolc gyermekének egyikeként. Szüleik halála után ő lett a családfő, majd 1865-ben testvéreivel együtt Janinába költözött. Ő maga a kereskedői pályára lépett, üzletember lett, öccseit pedig a görög tanítási nyelvű Zoszimaia gimnáziumban taníttatta.
1877 legelején köztisztviselői pályára lépett, a janinai vámhivatal vezetője lett, március 7-én pedig Janina képviselőjeként bekerült az új oszmán parlamentbe. Az idők azonban nem kedveztek a békés törvényhozói tevékenységnek: az Oszmán Birodalom háborúban állt a balkáni nemzetállamokkal, Montenegróval és szerbiával, félő volt, hogy ezek az északi szomszédok albánok lakta területeket ragadnak magukhoz. 1877 tavaszán Frashëri befolyásos délalbán notabilitásokat hívott össze magához Janinába. A gyűlésen megegyeztek abban, hogy a Portának memorandumot nyújtanak be egy autonóm albán tartomány létrehozásáról, az albán tanítási nyelv bevezetéséről.
1877. december 18-án Konstantinápolyban elnökletével megalakult a Sztambuli Bizottság, teljes nevén Központi Bizottság az Albán Nemzet Jogainak Megvédéséért (Komitet Qendror për Mbrojtjen e të Drejtave të Kombësisë Shqiptare). Az alapító tagok között öccse, Sami Frashëri mellett többek között ott volt Jani Vreto, Pashko Vasa, Mehmet Ali Vrioni, Koto Hoxhi, Kostandin Kristoforidhi és Ymer Prizreni. A szervezet célja az Oszmán Birodalmon belüli albán autonómia kiharcolása volt. Miután a birodalom 1878 januárjában elveszítette az oroszokkal vívott háborút. A március 3-án San Stefanóban megkötött béke értelmében jelentős albán lakta területeket csatoltak el Bulgáriához, Szerbiához és Montenegróhoz, ami nagy nyugtalanságot keltett az albánok körében. Az események nyomán a Sztambuli Bizottság, élén Abdyl Frashërival azonnal cselekvésre szánta el magát. Tavasszal kiáltványt tettek közzé, amelyben hitet tettek az albánok jogainak megvédéséért, az albán területek egybentartásáért, majd Prizrenbe nemzeti gyűlést szerveztek.

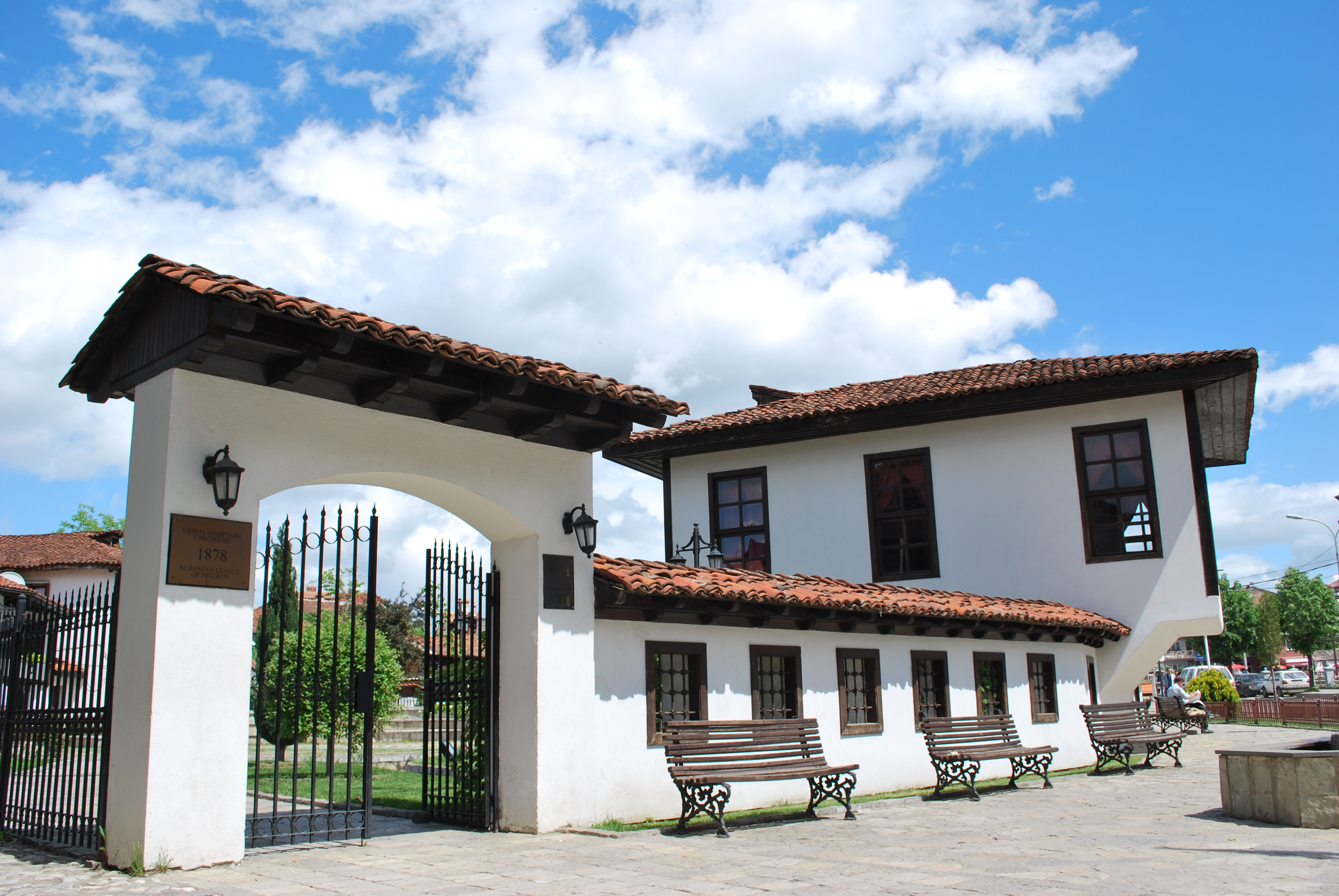
A prizreni gyűlés helyszíne

Az albánok képviselői 1878. június 10-én Prizrenben gyűltek össze azzal a céllal, hogy szövetségbe tömörülve közös nemzeti programot dolgozzanak ki, érdeksérelmeikre olyan politikai választ adjanak, amelyre Európa is felfigyel. Létrejött a Prizreni Liga, amely ekkor még élvezte a török kormány teljes támogatását. Az eseményen megjelent Abdyl Frashëri is, ő tartotta a nyitóbeszédet, majd elnökként irányította a tanácskozást. A megjelent albánok nem értettek mindenben egyet, Frashëri volt az, aki az elcsatolt albán területek kérdését tágabb kontextusba helyezve össznemzeti célokat fogalmazott meg a Liga számára, a vallási hovatartozás nélküli albán nemzetiség egységéért szállt síkra. Bár elveit nem fogadták osztatlan lelkesedéssel – különösen a felekezeti alapon oszmanista frakció –, Frashëri ideológiai és szervezési szempontból mégis a Liga egyik vezéregyéniségévé lépett elő. Az európai nagyhatalmak berlini kongresszusa ezekben a napokban készült összeülni, hogy az új balkáni nemzetállamok sorsáról döntést hozzon. Így hát Frashëri és Pashko Vasa a gyűlés után azonnal Berlinbe siettek, és a Prizreni Liga memorandumát az albánok javaslataival június 15-én tették le a nagyhatalmak elé. Céljukat nem érték el, az európai diplomaták érzéketlenek maradtak az albánok gondjaira.
Abdyl Frashëri ezt követően hazatért Janinába, és a következő időszakban Dél-Albánia-szerte a Prizreni Liga és céljainak támogatására buzdította az embereket. Tisztában volt vele, hogy a bektási szerzetes atyák meggyőzésével nagyobb tömegeket szólíthat meg, ezért 1878. november 10-én szülőfaluja bektási kolostorába – a szerzetesek mellett közemberek részvételével – gyűlést hívott össze, amelyen megfogalmazták az albán autonómiakövetelések főbb pontjait. Ezeket a Prizreni Liga november 27-én hivatalosan el is fogadta és programjává tette, 1879 januárjában pedig átnyújtották a konstantinápolyi kormánynak. Emellett – továbbra is a Porta támogatásával – Frashëri Janina körzetében kisebb fegyveres határvédelmi alakulatot szervezett, hogy ezzel vegye elejét a déli szomszéd, Görögország esetleges katonai akcióinak, az albán területek lerohanásának.
A Liga szervezése mellett diplomáciai erőfeszítéseket is tett az albánság érdekeinek képviseletében. Török és görög újságokba írt az albánok helyzetét értékelő cikkeket. Az európai kormányok nagyköveteinél tiltakozott az albán területek feldarabolása ellen, újságcikkekben érvelt népe jogainak elismerése mellett. A Liga megbízásából 1879 márciusa és júniusa között Mehmet Ali Vrionival európai körutat tettek, amelynek során ellátogattak Berlinbe, Párizsba, Bécsbe és Rómába. Az egyes kormányok képviselőivel találkozva átadták a Prizreni Liga által az előző évben megfogalmazott autonómiaköveteléseket, ismertették őket a Nyugat-Balkán nemzetiségi viszonyaival, és ügyük támogatását kérték. Hazatérésüket követően Frashëri, Vrioni és Seit Toptani 1879. július 15-én ismét előterjesztést nyújtottak be II. Abdul-Hamid szultánnak, amelyben a görög területi követelések visszautasítását és az albánok autonómiájának bevezetését sürgették az uralkodónál. Miután felismerték, hogy a nemzeti öntudat kibontakozásának egyik alapfeltétele a nyelvhasználat, 1879. október 12-én a Sztambuli Bizottság kebelén belül megalakították annak közművelődési tagozatát, az Albán Irodalmat Kiadó Társaságot, amelynek célja az albán nyelvű könyvkiadás és oktatás fejlesztése volt, elnöke pedig Frashëri öccse, Sami Frashëri lett.
Bár a Portának kezdetben érdekében állt a Prizreni Liga céljainak támogatása, 1880-ra elfogyott az uralkodó türelme a mozgolódó albánok iránt. A hatóságok 1880-ban betiltották a Sztambuli Bizottságot és közművelődési tagozatát, és a bukaresti albán emigráció szervezetei vették át szerepüket. A Liga radikalizálódott, maga Frashëri is megérettnek vélte az időt arra, hogy 1878-as követeléseiket módosítsák. Továbbra is az Oszmán Birodalmon belül, de szélesebb autonómiát tartott üdvözítőnek. Az albánok és a Porta közötti kapcsolatokat az albán területek élére Konstantinápoly által kinevezett kormányzóra, valamint a katonai védelemért cserébe az albánok által fizetendő sarcra szűkítette le. Elképzeléseit 1880. június 23-án ismertette a Gjirokastrában összegyűlt délalbán Liga-tagok előtt, akik el is fogadták az új követeléseket. 1880. október végén háromszáz küldött részvételével került sor a Prizreni Liga gyűlésére Dibrában, a gjirokastrai pontok elfogadtatása azonban megbukott az oszmanista érzelmű albánok ellenállásán, valamint azon, hogy a radikális frakció a memorandumok megfogalmazása helyett a fegyveres függetlenségi harcot választotta volna.
Frashëri Dibrából Prizrenbe sietett, ahol a radikálisok szája ízének megfelelően alakultak az események. A Prizreni Liga 1880 decemberében ideiglenes nemzeti kormánnyá alakult, amelyben Abdyl Frashëri lett a külügyi megbízott. A kormány a prizreni mutesarifot elmozdította posztjáról, és átvette Prizren igazgatását, fegyveres alakulataik pedig 1881 januárjára kiterjesztették a Liga fennhatóságát a koszovói és macedóniai területek egészére. 1881 áprilisára a Porta türelme végleg elfogyott, és Dervis Turgut pasa irányításával 20 ezres sereget küldött a lázadók leverésére. A törökök április 22-én vonultak be Prizrenbe, majd a kisebb ellenállási gócokat felszámolva szétverték a Prizreni Ligát.

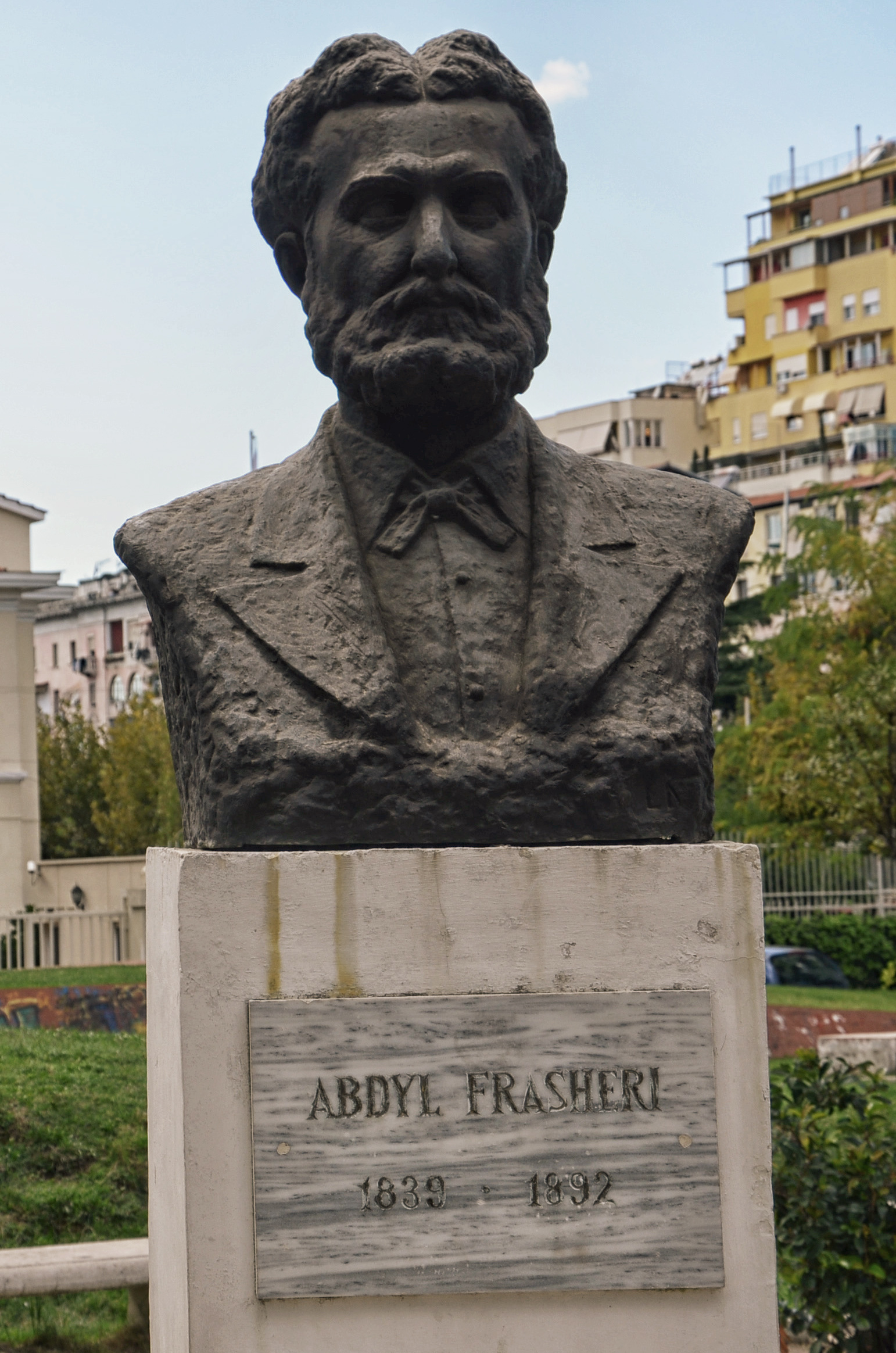
Frashëri mellszobra Tiranában

Abdyl Frashërinak időben sikerült elmenekülnie, és egy darabig a krujai bektási tekkében bujdosott. Egy idő után elhagyta rejtekhelyét, hogy hazatérjen Frashërba, de amikor 1878. április végén átkelni készült a Shkumbin folyón, egy török őrjárat elfogta. Frashërit fegyveres őrizettel Prizrenbe kísérték, és előbb halálbüntetést szabtak ki rá, majd ezt életfogytiglani börtönbüntetésre mérsékelték. A rá kirótt büntetésből négy évet töltött le Balikesirben, amikor egy általános amnesztia keretében 1885 végén börtönéből kiszabadulhatott. Egészségi állapota eddigre megrendült, hosszú betegeskedés után Konstantinápolyban halt meg ötvenhárom éves korában.

## Családja
Fia Midhat Frashëri (1880–1949) politikus, diplomata, publicista.

## Emlékezete
Abdyl Frashërit fivéreivel – Naim Frashërival és Sami Frashërival – együtt az albán nemzeti mozgalom, a Rilindja legnagyobb hatású alakjai, magát Abdyl Frashërit a Prizreni Liga (1878–1881) vezéregyéniségei között tartja számon az utókor. Nimbuszukat a kommunista korszak sem törte meg, a 20. század második felében továbbra is a nemzeti múlt legnagyobb alakjai között tartották számon őket, a három fivér mellszobrot kapott a tiranai Nagyparkban. Szülőfalujukban, Frashërban 1974-ben emlékmúzeum nyílt, amely mellett 1978-ban Isztambulból hazahozott hamvait újratemették.